# Christophe Huet

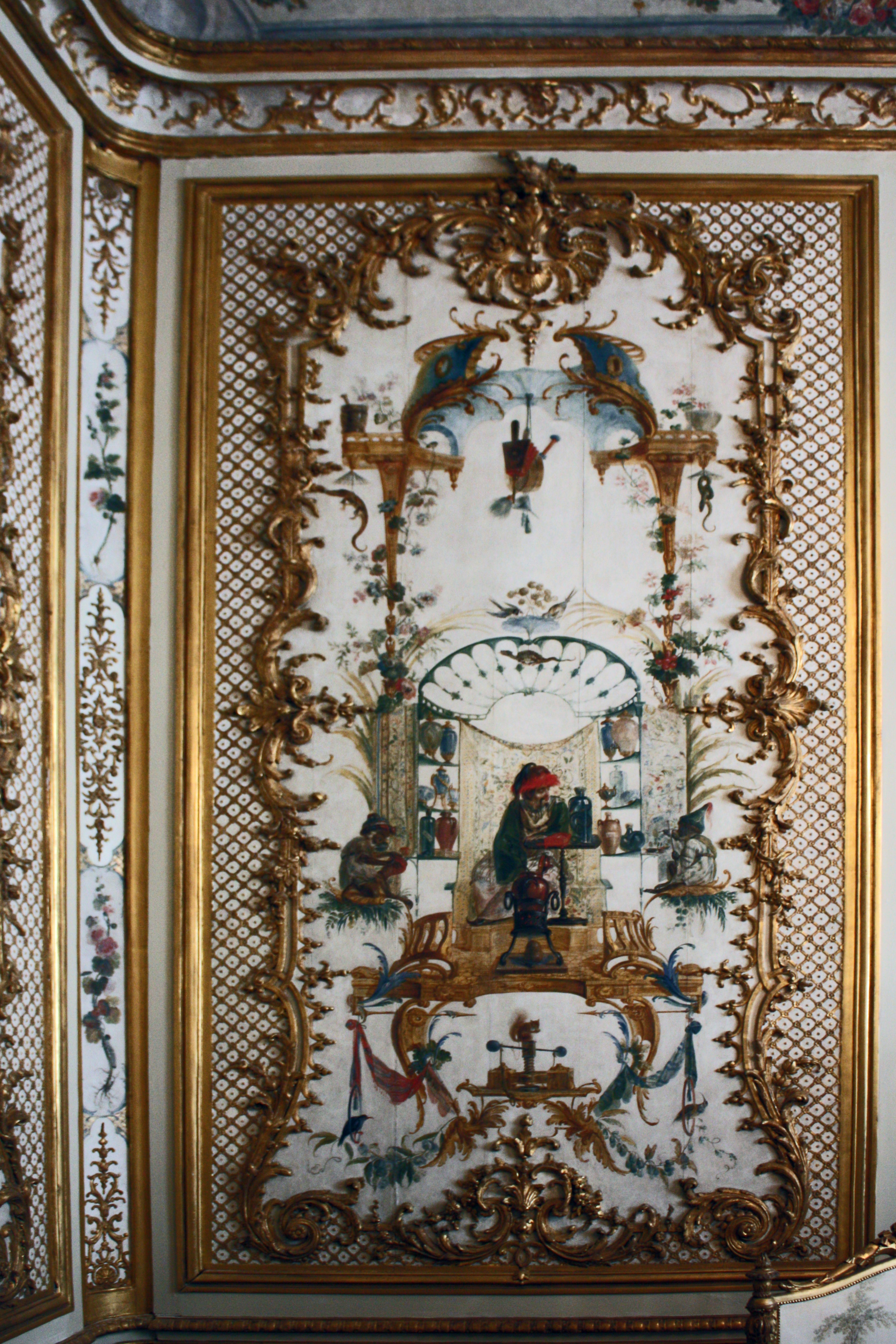
Castello di Chantilly, La grande gabbia di scimmie, allegoria dell'alchimia

Christophe Huet (Pontoise, 22 giugno 1700 – Parigi, 2 maggio 1759) è stato un pittore e decoratore francese.

## Biografia
Figlio dell'orafo e pittore occasionale Christophe I Huet (1663 - 1739 circa), Christophe II è noto soprattutto per i suoi soggetti di animali, sebbene abbia dipinto anche scene di genere e ritratti.
Dal 1733 collabora con Claude III Audran alle decorazioni del castello d'Anet commissionate dalla duchessa del Maine (il famoso Salotto dorato, oggi distrutto). L'anno successivo fu ammesso all'Accademia di san Luca ed espose diverse figure di animali ai “salons” organizzati da questa istituzione nel 1751, 1752 e 1756. Le sue prime opere non sono molto conosciute, in quanto spesso confuse con quelle del nipote Jean-Baptiste. Da tempo si ipotizza che Christophe II sia stato istruito da Oudry, che invece aveva preso sotto la sua ala il fratello Nicolas, specializzato in raffigurazioni di fiori e frutta.
Alcuni specialisti ritengono che Christophe II abbia assimilato perdipiù gli archetipi di Desportes.
È noto per aver ornato alcuni saloni a Chantilly e Champs-sur-Marne. A lui si deve anche la decorazione pittorica di un clavicembalo creato nel 1733 da François-Étienne Blanchet per il castello di Thoiry.

## Opere scelte
- Castello di Chantilly e le sue Gabbie di scimmie, a lungo attribuito a Watteau da Edmond de Goncourt.
- L'Hôtel de Rohan a Parigi e il suo Gabinetto delle Scimmie
- Castello di Champs-sur-Marne: Salotto cinese e gabinetto monocromo (1748), per il duca di La Vallière
- Galleria Nazionale d'Arte, Washington: sei Gabbie di scimmie originariamente progettate per un salone del castello di La Norville.
- Castello di Thiory: clavicembalo decorato.